# Лецитисовые
Лецитисовые (лат. Lecythidaceae) — семейство двудольных растений, входящее в порядок Верескоцветные, включающее в себя около 24 родов и 340 видов деревьев, произрастающих в тропических районах Южной Америки и на Мадагаскаре.

## Описание
Для лецитисовых характерны очередные цельные листья, собранные на концах ветвей. Молодые листья имеют розовую окраску и нежную листовую пластинку.
Их цветки, в основном, крупные, ароматные, ярко-окрашенные. Иногда встречается каулифлория. Строение и форма плодов разнообразны. Встречаются ягодовидные, костянковидные и коробочковидные плоды. Для южноамериканских видов характерна деревянистая коробочка с открывающейся крышечкой. Их семена крупные, без эндосперма и полностью заняты зародышем.

## Использование
Наиболее важный с экономической точки зрения представитель семейства — бразильский орех (Bertholletia excelsa). Семена его крупных плодов съедобны и содержат большое количество жиров. Из них также получают ценное пищевое и техническое масло. Съедобны также семена плодов райского ореха (Lecythis spp.). Из них также можно получать масло, близкое по свойствам к маслу бразильского ореха.

## Таксономия
Включает 5 подсемейств и 26 родов в соответствии с системой APG IV:
Lecythidoideae

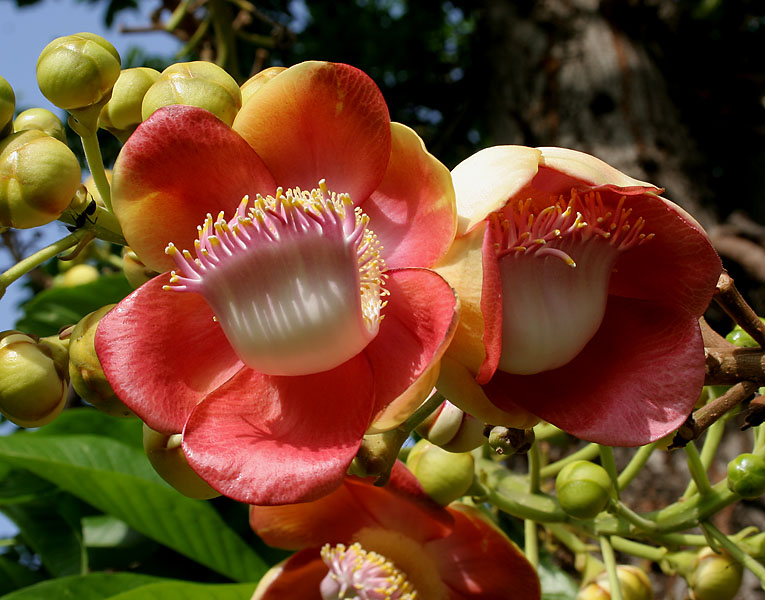
Цветки Курупита гвианская|курупиты гвианской (Couroupita guianensis)

Распространено в тропиках Нового Света.
- Allantoma Miers — Аллантома
- Bertholletia Bonpl. — Бертоллетия
- Cariniana Casar. — Кариниана
- Corythophora R.Knuth
- Couratari Aubl. — Куратари
- Couroupita Aubl. — Курупита
- Eschweilera Mart. ex DC. — Эшвейлера
- Grias L. — Гриас
- Gustavia L. — Густавия
- Lecythis Loefl. — Лецитис

Barringtonioidea

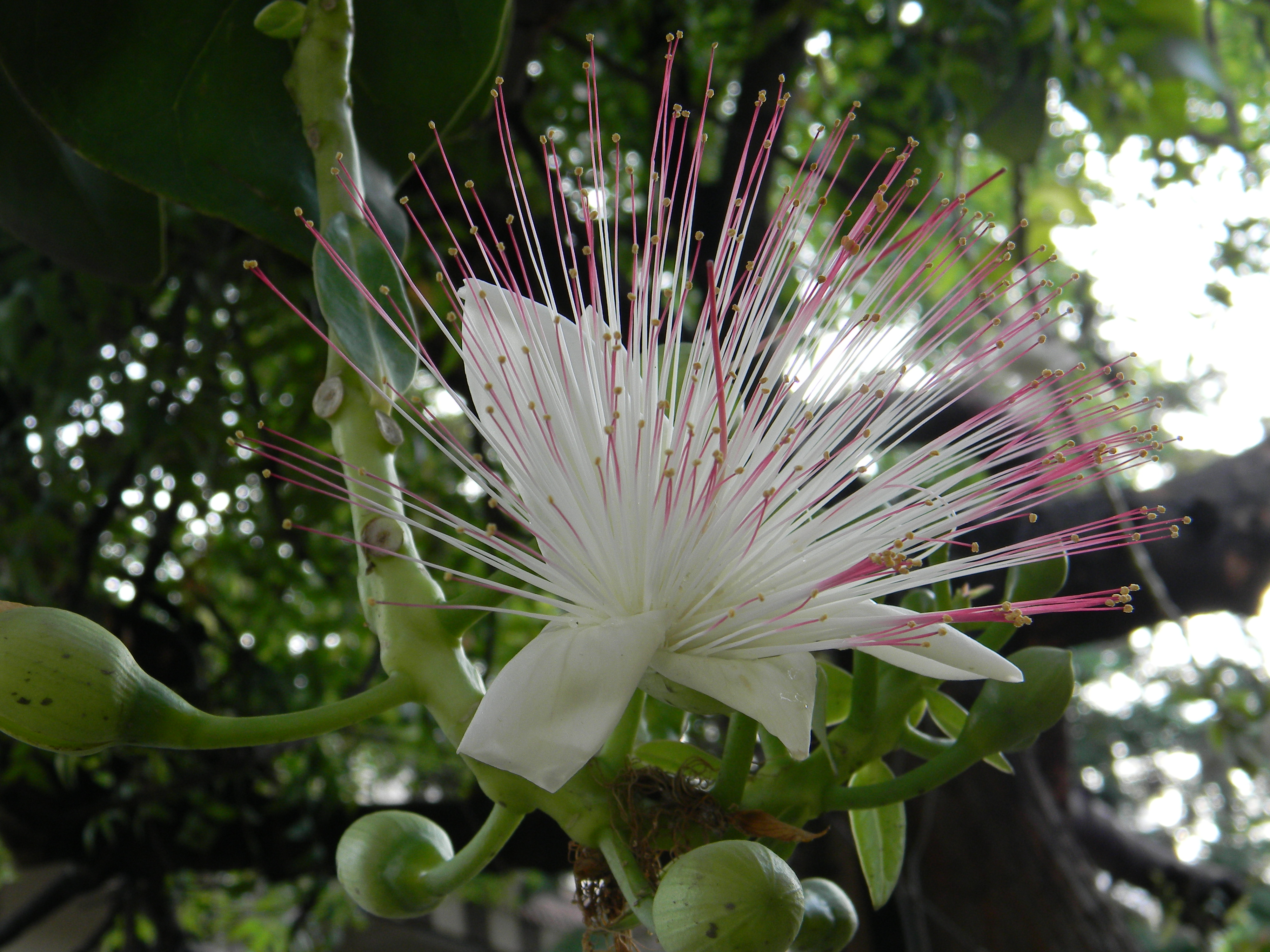
Цветок Баррингтония азиатская|баррингтонии азиатской (Barringtonia asiatica)

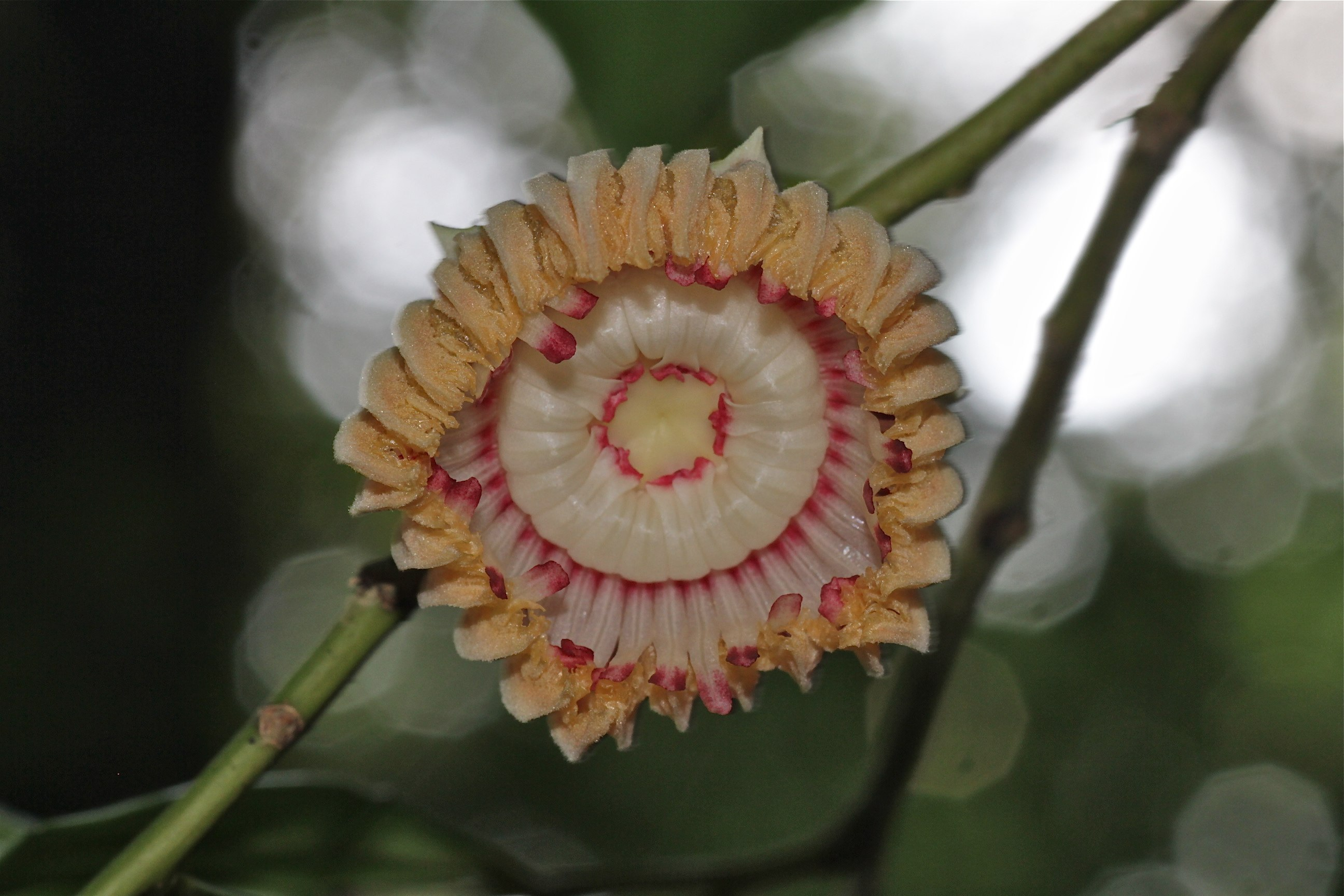
Цветок Наполеонея Фогеля|наполеонеи Фогеля (Napoleonaea vogelii)

Ранее рассматривалось как отдельное семейство Barringtoniaceae, либо Planchonioideae с ареалом в тропиках Старого Света.
- Barringtonia J.R.Forst. & G.Forst. — Баррингтония
- Careya Roxb. — Карейя
- Chydenanthus Miers — Хиденантус
- Petersianthus Merr.
- Planchonia Blume

Foetidioideae
Ранее рассматривалось как отдельное семейство Foetidiaceae с ареалом на Мадагаскаре; включает единственный род.
- Foetidia Comm. ex Lam.

Scytopetaloideae
В системе APG II 2003 образовано из родов, относимых к ранее выделяемым в отдельные семейства Scytopetalaceae с ареалом в тропическах Африки и Asteranthaceae с ареалом в Венесуэле и северных штатах Бразилии.
- Asteranthos Desf.
- Brazzeia Baill.
- Oubanguia Baill.
- Pierrina Engl.
- Rhaptopetalum Oliv.
- Scytopetalum Pierre ex Engl.

Napoleonaeoideae
Ранее рассматривалось как отдельное семейство Napoleonaeaceae с ареалом в тропиках Африки.
- Crateranthus Baker f.
- Napoleonaea P.Beauv. — Наполеонея, или Наполеона